# Bad Vigaun
Bad Vigaun, im Salzburger Dialekt Båd Vigau [bɔːd fiˈgãũ], ist eine Gemeinde mit 2131 Einwohnern (Stand 1. Jänner 2024) im Bezirk Hallein im Salzburger Land in Österreich.

## Geografie
Die Gemeinde liegt im Tennengau, 15 Kilometer südlich von Salzburg im Salzburger Land zwischen Hagen- und Tennengebirge, Untersberg an der Ostabdachung der Osterhorngruppe (Salzburger Voralpen).
Der Schlenken gilt als Hausberg von Bad Vigaun, die Taugl bildet hier ein beliebtes Badegebiet.

### Gemeindegliederung
Das Gemeindegebiet umfasst folgende vier Ortschaften (in Klammern Einwohnerzahl Stand 1. Jänner 2024):
- Rengerberg (307)
- Riedl (86)
- Sankt Margarethen (313)
- Vigaun (1425)

Die Gemeinde besteht aus den Katastralgemeinden Rengerberg und Vigaun.
Bis Ende Mai 1923 gehörte die Gemeinde zum Gerichtsbezirk Golling, seit dem 1. Juni 1923 ist sie Teil des Gerichtsbezirks Hallein.

### Nachbargemeinden
| Hallein | Adnet                                       | Krispl        |
|         | Kompassrose, die auf Nachbargemeinden zeigt |               |
|         | Kuchl                                       | Sankt Koloman |

## Geschichte
Vicone bzw. Figun war im Altertum ein römisches Großdorf (lateinisch vicona ‚großes Dorf‘) in der Provinz Noricum. Im Mittelalter erfolgte die erste urkundliche Erwähnung im Jahr 748. Die Pfarrkirche von Vigaun wurde gegen Ende des 8. Jahrhunderts in einem Verzeichnis erwähnt, in dem Bischof Arno von Salzburg († 821), ein Günstling Karls des Großen, die in Salzburg und im Chiemgau vorhandenen Pfarrkirchen aufgelistet hatte.
Mit Bescheid vom 11. Dezember 1978 hat die Salzburger Landesregierung die in der Katastralgemeinde Vigaun zu Tage tretende Barbaraquelle als Heilquelle anerkannt. Seit 26. Juni 2002 lautet der Name der Gemeinde Bad Vigaun.

### Bevölkerungsentwicklung
Im Jahr 2018 hatte Bad Vigaun 2.091 Einwohner. Der Anstieg der Bevölkerung ist vor allem auf eine positive Geburtenbilanz zurückzuführen, zum Beispiel mit +107 von 2001 bis 2011.

## Politik

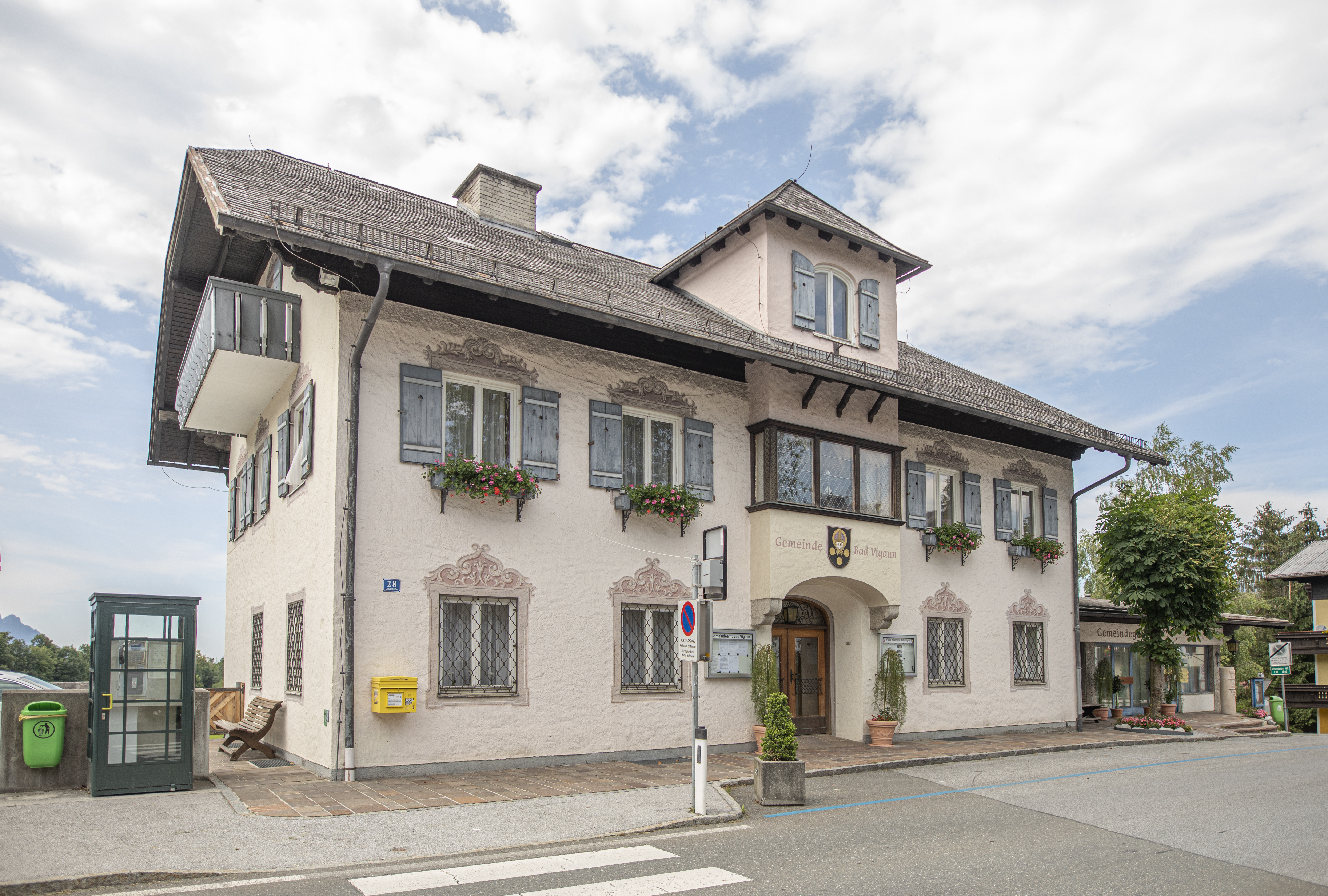
Gemeindeamt Bad Vigaun

### Gemeinderat
Die Gemeindevertretung hat insgesamt 17 Mitglieder.
| Gemeinderatswahl 2024Wahlbeteiligung: 79,5 % 6050403020100 46,1 % (n. k. %p)39,0 % (−12,9 %p)9,1 % (−7,8 %p)5,8 % (−10,1 %p)n. k. % (−15,3 %p) BBVÖVPFPÖSPÖGRÜNE20192024 |

- Mit den Gemeindevertretungs- und Bürgermeisterwahlen in Salzburg 2004 hatte die Gemeindevertretung folgende Verteilung: 9 ÖVP, 6 SPÖ, und 2 Gemeinsam für Bad Vigaun.
- Mit den Gemeindevertretungs- und Bürgermeisterwahlen in Salzburg 2009 hatte die Gemeindevertretung folgende Verteilung: 9 ÖVP, 5 SPÖ, und 2 Gemeinsam für Bad Vigaun, und 1 FPÖ.[6]
- Mit den Gemeindevertretungs- und Bürgermeisterwahlen in Salzburg 2014 hatte die Gemeindevertretung folgende Verteilung: 9 ÖVP, 5 SPÖ, und 2 Gemeinsam für Bad Vigaun, und 1 FPÖ.[7]
- Mit den Gemeindevertretungs- und Bürgermeisterwahlen in Salzburg 2019 hatte die Gemeindevertretung folgende Verteilung: 9 ÖVP, 3 SPÖ, 3 FPÖ und 2 GRÜNE.[8]
- Mit den Gemeindevertretungs- und Bürgermeisterwahlen in Salzburg 2024 hat die Gemeindevertretung folgende Verteilung: 8 BBV, 7 ÖVP, 1 FPÖ und 1 SPÖ.[9]

### Bürgermeister
- 1945–1946 Leopold Hobiger (KPÖ)
- 1946–1949 Josef Pichler (ÖVP)
- 1949–1969 Josef Klabacher (ÖVP)
- 1969–1979 Hugo Mailänder (ÖVP)
- 1979–1994 Walter Schörghofer (ÖVP)[10]
- 1994–2013 Raimund Egger (ÖVP)[11]
- 2013–2024 Friedrich Holztrattner (ÖVP)[12]
- seit 2024 Alexander Sartori (BBV)[13]

### Wappen
Blasonierung: „In Schwarz, begleitet in der unteren Schildhälfte von drei (2, 1) goldenen Kugeln, das goldnimbierte und mit roter Inful bedeckte Haupt des Hl. Dionys“.
Der hl. Dionysius ist der Kirchenpatron der Pfarrkirche, die drei Kugeln symbolisieren die 1000-jährige Grundherrschaft des Stiftes Nonnberg.

### Gemeindepartnerschaften
- Seit 2004 pflegt Bad Vigaun eine Partnerschaft mit der Marktgemeinde Stratzing nahe Krems in Niederösterreich.[15]

## Kultur und Sehenswürdigkeiten
- Katholische Pfarrkirche Bad Vigaun hl. Dionysius: Die Kirche wurde von 1488 bis 1516 neu als spätgotische dreischiffige geostete Hallenkirche unter einem Satteldach mit einem Westturm erbaut und ist von einem Friedhof mit einer hohen Friedhofsmauer umgeben.[16]
- Obersamhof-Kapelle mit Walmdach mit Figur Hl. Antonius vom Bildhauer Bernhard Prähauser aus 1970[16]
- Das Kriegerdenkmal hat eine Figurengruppe des Bildhauers Jakob Adlhart aus 1953[16]
- Die Filialkirche Hl. Margaretha im Kirchweiler St. Margarethen ist eine spätgotische einschiffige Kirche mit einer bemerkenswerten barocken Außenkanzel mit einem barocken Vordach.
- Bruderloch, eine Halbhöhle, die traditionell häufig als zweitälteste christliche Kultstätte des Landes Salzburg bezeichnet wird. Für eine häufig behauptete Nutzung als Rückzugsort der christlichen Bevölkerung bei einem Angriff der Heruler gibt es keine Quellen. Eine archäologische Untersuchung ergab erste Nutzungsspuren für die Frühe Neuzeit, die aber vermutlich eher mit der Steingewinnung als mit einer religiösen Bedeutung zu erklären sind. Die Funktion als Kultestelle dürfte erst später hinzugekommen sein.[17]
- Gemeindegalerie Bad Vigaun
- Heimatmuseum im Mesnerhäusl aus 1790
- Naturbad Taugl
- Teufelsbrücke/Römerbrücke als Rundbogenbrücke aus Nagelfluh-Quadern aus 1613 über den Bach Taugl siehe Denkmalliste von Kuchl
- Schlenken-Durchgangshöhle

### Vereine
In Bad Vigaun haben es sich etliche Vereine zum Ziel gesetzt, die Gebräuche des Landes zu erhalten, so der Krippenbauverein Bad Vigaun, die Freiwillige Feuerwehr, die Festschützen, die Trachtenmusikkapelle Bad Vigaun und der Trachtenverein d'Schmittenstoana als Schuhplattler.

### Sport
Die Tennengauer Gemeinde besaß von 1948 bis 1963 mit dem SK Vigaun einen eigenen Fußballverein. Nach dessen Abwanderung nach Hallein wurde erst im Jahr 2000 mit dem UFC Bad Vigaun ein neuer Verein gegründet. Der UFC Bad Vigaun spielt in der Saison 2007/08 um den Aufstieg der 2. Klasse Nord B.

## Wirtschaft und Infrastruktur
Bedeutendster Wirtschaftsfaktor am Ort ist das Medizinische Zentrum Bad Vigaun mit Privatklinik und der Heiltherme (Schwefelbäder), die die Gemeinde zum Kurort machen.

### Verkehr
- Straße: Bad Vigaun liegt direkt an der Tauern Autobahn A 10.
- Bahn: Bad Vigaun ist durch eine eigene Haltestelle der Linie S3 (S-Bahn Salzburg) von der Landeshauptstadt aus Salzburg erreichbar.

## Persönlichkeiten

### Söhne und Töchter der Gemeinde
- Matthias Schorn (* 1982), Klarinettist